# De Hemelvaart van Jesaja
De Hemelvaart van Jesaja, ook wel  de hemelvaart van de profeet Jesaja, is een van oorsprong joods apocrief geschrift uit de 1e eeuw v.Chr., dat waarschijnlijk werd uitgebreid in de vroegchristelijke kerk tussen de 3e en 4e eeuw n.Chr.
Men beweert dat deze tekst door de profeet Jesaja is geschreven. Het boek is overgeleverd in het Geéz en kent overgeleverde tekstfragmenten in het Koptisch, Koine-Grieks, Latijn en Oudkerkslavisch.  
Het geschrift bestaat eigenlijk uit twee delen: de hoofdstukken 1 tot en met 5 (het Martelaarschap van Jesaja) en de hoofdstukken 6 tot en met 11.
Dit geschrift wordt tegenwoordig alleen door de Ethiopisch-Orthodoxe Tewahedo Kerk als gezaghebbend beschouwd. 